# آب انبار بالای سرایان
آب انبار بالا سرایان مربوط به دوره صفوی و در محلهٔ تنبی قرار دارد و امروزه در خیابان امام خمینی، کوچه امام خمینی 6 واقع شده است.

## معماری
جهت ساخت بنا در امتداد شرقی و غربی بوده و ورود به آب انبار از جهت جنوب بنا میسر می‌شود. سردر ورودی آب انبار سه پله پایینتر از کوچه و با طاق جناغی پوشیده شده است.
قسمت پایین این قاب و کتیبه، با آجرکاری به صورت خفته راسته تزئین شده است. سمت راست ورودی آب انبار، بقایای دیواری با آجرکاری به صورت خفته و راسته تزئین شده است که احتمالاً در گذشته این آب انبار دارای سردر ورودی بوده که بعد از خیابان کشی تخریب گردیده است. از ورودی آب انبار تا رسیدن به پاشیر باید ۲۳ پله طی کرد. در پله سیزدهم پاگردی برای استراحت مراجعینی که آب از آب انبار برمی‌دارند تعبیه شده است. در ساخت پله‌ها از آجر به صورت راسته چین و در پوشش پله‌ها از قوس جناغی با آجر ۲۵×۲۵ سانتیمتر به صورت ضربی با ملات خاک و گچ استفاده شده است. این پلکان مستقیماً در راستای پاشیر قرار دارد. بعد از پلکان، فضای پاشیر و دو سکو در سمت راست و چپ پاشیر تعبیه شده است. فضای پاشیر از چهار طرف با طاق نماهای جناغی تزئین یافته است. این فضا دارای پوشش عرقچین بوده و در مرکز آن روزنه ای به منظور تأمین نور و تهویه فضای پاشیر تعبیه که امروزه مسدود شده و کف پاشیر با آجر به ابعاد ۲۵×۲۵ سانتیمتر آجرفرش شده است. مخزن آب انبار به صورت استوانه ای بوده و پوشش آن به صورت مخروطی ساخته شده و هر چه بالاتر می‌آید فضای پوشش و دور گنبد کمتر می‌شود. تاکنون هیچ گونه اقدامات مرمتی از سوی نمایندگی میراث فرهنگی شهرستان سرایان در این آب انبار انجام نشده و به همین دلیل کمتر دخل و تصرفی در آن صورت گرفته است.

## کتیبه
قسمت بالایی سردر ورودی، یک طاق نمای مستطیل شکل وجود دارد که داخل آن کتیبه ای سنگی به رنگ سبز تیره است و به خط نستعلیق، اشعار و سال ساخت بنا نوشته شده است. متن کتیبه که قسمت‌هایی از آن ناخوانا بوده به این شرح است: این بنا در زمان شاه سلیمان بنا ]ناخوانا[/ حاجی محمد آن که بود از]ناخوانا[/ این برکه را که از راه خدا وقف کرد/ شاید در کار او بگشاید خدا]ناخوانا[/ آبش لطیف]ناخوانا[/ از سلسبیل]ناخوانا[/ تاریخ این بنا]ناخوانا[/ تشنه لب کربلا]ناخوانا[. هر چند قسمت‌هایی از متن کتیبه ناخوانا است ولی آنچه مشخص است نشان می‌دهد این بنا در زمان شاه سلیمان صفوی (۱۰۷۷-۱۱۰۵ ق.) و توسط شخصی به نام حاجی محمد بنا شده است.